# 2 ق هـ
2 ق هـ هي السنة الثانية السابقة للهجرة النبوية، وهي توافق ما بين سنتي 619 و620 حسب التقويم الميلادي، أي أنها بدأت في سنة 619م وانتهت في سنة 620م.

## أحداث
بيعة العقبة الأولى في شهر ذي الحجة، حيث بايع عصبة من الصحابة رسول الله محمدﷺ.

## مواليد
- حبيب بن مسلمة الفهري القرشي
- سراقة البارقي
- عبدالله بن عثمان بن عفان
- عمر بن أبي سلمة

## وفيات
- قيس بن الخطيم الاوسي